# Dane Boedigheimer
Dane Boedigheimer (mer känd under användarnamnet Daneboe), född den 28 september 1979, är en amerikansk filmproducent, skådespelare och sångare. 
Boedigheimer är mest känd för att ha skapat webbserien The Annoying Orange där hen även gör rösten till de flesta figurerna i serien.